# Atletismo nos Jogos Olímpicos de Verão de 2012 - 1500 m feminino
A competição dos 1500 metros feminino nos Jogos Olímpicos de Verão de 2012 aconteceu entre os dias 6 e 10 de agosto no Estádio Olímpico de Londres.
A prova foi dominada pela Turquia, que conquistou as duas primeiras colocações com Aslı Çakır Alptekin, marcando 4m10s23, e Gamze Bulut que marcou 4m10s40. Maryam Yusuf Jamal, terceira colocada com 4m10s74, conquistou a primeira medalha do Bahrein na história dos Jogos Olímpicos.
No entanto, em agosto de 2015, a então campeã Alptekin teve sua medalha e todos os resultados a partir de julho de 2010 anulados por dopagem de sangue. Em 29 de março de 2017, a segunda colocada Bulut também foi punida por doping e perdeu a medalha de prata. Jamal foi elevada a medalha de ouro, a russa Tatyana Tomashova a medalha de prata e a etíope Abeba Aregawi, ficou com o bronze. Tomashova também foi desclassificada após reanálise de suas amostras de sangue em 2024, promovendo Aregawi para a medalha de prata e Shannon Rowbury, dos Estados Unidos, para a medalha de bronze em 26 de junho de 2025.

## Calendário
Horário local (UTC+1).
| Data         | Horário | Fase            |
| ------------ | ------- | --------------- |
| 6 de agosto  | 11:45   | Primeira rodada |
| 8 de agosto  | 19:45   | Semifinais      |
| 10 de agosto | 20:55   | Final           |

## Medalhistas
| Ouro   | BRN Maryam Yusuf Jamal |
| Prata  | ETH Abeba Aregawi      |
| Bronze | USA Shannon Rowbury    |

## Recordes
Antes desta competição, os recordes mundiais e olímpicos da prova eram os seguintes:
| Tipo | Atleta     | Tempo   | Local  | Data                   |
| ---- | ---------- | ------- | ------ | ---------------------- |
|      | Qu Yunxia  | 3:50.46 | Pequim | 11 de setembro de 1993 |
|      | Paula Ivan | 3:53.96 | Seul   | 26 de setembro de 1988 |

## Primeira fase

### Bateria 1
| Pos. | Nome                 | CON                 | Tempo   | Notas |
| ---- | -------------------- | ------------------- | ------- | ----- |
| 1    | Abeba Aregawi        | ETH Etiópia         | 4:04.55 | Q     |
| 2    | Tatyana Tomashova    | RUS Rússia          | 4:05.10 | Q     |
| 3    | Maryam Yusuf Jamal   | BRN Bahrein         | 4:05.39 | Q     |
| 4    | Hellen Onsando Obiri | KEN Quênia          | 4:05.40 | Q     |
| 5    | Hannah England       | GBR Grã-Bretanha    | 4:05.73 | Q     |
| 6    | Hilary Stellingwerff | CAN Canadá          | 4:05.79 | Q     |
| 7    | Shannon Rowbury      | USA Estados Unidos  | 4:06.03 | q     |
| 8    | Lucy van Dalen       | NZL Nova Zelândia   | 4:07.04 | q     |
| 9    | Lucia Klocová        | SVK Eslováquia      | 4:07.79 | q,    |
| 10   | Corinna Harrer       | GER Alemanha        | 4:07.83 | q     |
| 11   | Marina Munćan        | SRB Sérvia          | 4:11.25 |       |
| 12   | Tereza Čapková       | CZE República Checa | 4:12.15 |       |
| 13   | Anzhelika Shevchenko | UKR Ucrânia         | 4:12.97 |       |
| 14   | Natalia Rodríguez    | ESP Espanha         | 4:16.18 |       |
| 15   | Tuğba Karakaya       | TUR Turquia         | 4:29.21 |       |
| —    | Btissam Lakhouad     | MAR Marrocos        | —       | DNF   |

### Bateria 2
| Pos. | Nome                   | CON                                | Tempo   | Notas |
| ---- | ---------------------- | ---------------------------------- | ------- | ----- |
| 1    | Lisa Dobriskey         | GBR Grã-Bretanha                   | 4:13.32 | Q     |
| 2    | Siham Hilali           | MAR Marrocos                       | 4:13.34 | Q     |
| 3    | Aslı Çakır Alptekin    | TUR Turquia                        | 4:13.64 | Q     |
| 4    | Nuria Fernández        | ESP Espanha                        | 4:13.72 | Q     |
| 5    | Kaila McKnight         | AUS Austrália                      | 4:13.80 | Q     |
| 6    | Jennifer Simpson       | USA Estados Unidos                 | 4:13.81 | Q     |
| 7    | Ekaterina Martynova    | RUS Rússia                         | 4:13.86 |       |
| 8    | Genzeb Shumi           | BRN Bahrein                        | 4:14.02 |       |
| 9    | Meskerem Assefa        | ETH Etiópia                        | 4:15.52 |       |
| 10   | Eunice Jepkoech Sum    | KEN Quênia                         | 4:16.95 |       |
| 11   | Sonja Roman            | SLO Eslovênia                      | 4:19.17 |       |
| 12   | Eliane Saholinirina    | MAD Madagascar                     | 4:19.46 |       |
| 13   | Renata Plis            | POL Polônia                        | 4:19.62 |       |
| 14   | Chancel Ilunga Sankuru | COD República Democrática do Congo | 5:05.25 |       |
| —    | Ingvill Makestad Bovim | NOR Noruega                        | —       | DNS   |

### Bateria 3
| Pos. | Nome                       | CON                        | Tempo   | Notas            |
| ---- | -------------------------- | -------------------------- | ------- | ---------------- |
| 1    | Gamze Bulut                | TUR Turquia                | 4:06.69 | Q                |
| 2    | Morgan Uceny               | USA Estados Unidos         | 4:06.87 | Q                |
| 3    | Natallia Kareiva           | BLR Bielorrússia           | 4:06.87 | Q,               |
| 4    | Ekaterina Kostetskaya      | RUS Rússia                 | 4:06.94 | Q                |
| 5    | Mimi Belete                | BRN Bahrein                | 4:07.01 | Q,               |
| 6    | Laura Weightman            | GBR Grã-Bretanha           | 4:07.29 | Q                |
| 7    | Nicole Sifuentes           | CAN Canadá                 | 4:07.65 | q                |
| 8    | Zoe Buckman                | AUS Austrália              | 4:07.83 | q                |
| 9    | Faith Chepngetich Kipyegon | KEN Quênia                 | 4:08.78 |                  |
| 10   | Genzebe Dibaba             | ETH Etiópia                | 4:11.15 |                  |
| 11   | Janet Achola               | UGA Uganda                 | 4:11.64 |                  |
| 12   | Isabel Macías              | ESP Espanha                | 4:13.07 |                  |
| 13   | Anna Mishchenko            | UKR Ucrânia                | 4:13.63 |                  |
| 14   | Betlhem Desalegn           | UAE Emirados Árabes Unidos | 4:14.07 |                  |
| 15   | Gladys Landaverde          | ESA El Salvador            | 4:18.26 | Recorde nacional |

## Semifinais

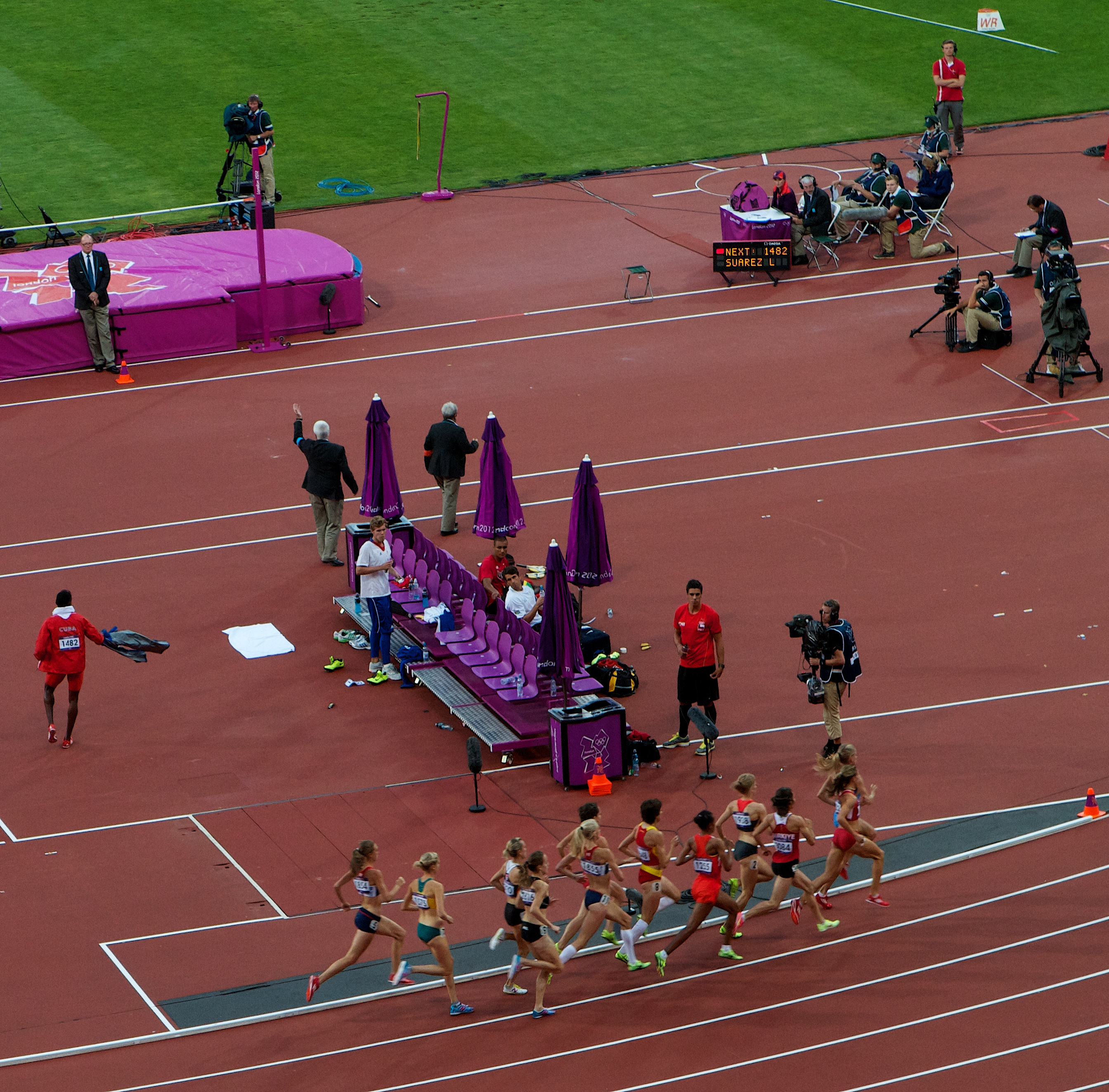
Primeira bateria semifinal dos 1500 metros.

### Bateria 1
| Pos. | Nome                  | CON                | Tempo   | Notas                |
| ---- | --------------------- | ------------------ | ------- | -------------------- |
| 1    | Aslı Çakır Alptekin   | TUR Turquia        | 4:05.11 | Q                    |
| 2    | Ekaterina Kostetskaya | RUS Rússia         | 4:05.32 | Q                    |
| 3    | Morgan Uceny          | USA Estados Unidos | 4:05.34 | Q                    |
| 4    | Lisa Dobriskey        | GBR Grã-Bretanha   | 4:05.35 | Q                    |
| 5    | Shannon Rowbury       | USA Estados Unidos | 4:05.47 | Q                    |
| 6    | Hilary Stellingwerff  | CAN Canadá         | 4:05.57 |                      |
| 7    | Corinna Harrer        | GER Alemanha       | 4:05.70 |                      |
| 8    | Mimi Belete           | BRN Bahrein        | 4:05.91 | Recorde da temporada |
| 9    | Hannah England        | GBR Grã-Bretanha   | 4:06.35 |                      |
| 10   | Nuria Fernández       | ESP Espanha        | 4:06.57 | Recorde da temporada |
| 11   | Lucy van Dalen        | NZL Nova Zelândia  | 4:06.97 |                      |
| 12   | Kaila McKnight        | AUS Austrália      | 4:08.44 |                      |

### Bateria 2
| Pos. | Nome                 | CON                | Tempo   | Notas           |
| ---- | -------------------- | ------------------ | ------- | --------------- |
| 1    | Abeba Aregawi        | ETH Etiópia        | 4:01.03 | Q               |
| 2    | Gamze Bulut          | TUR Turquia        | 4:01.18 | Q,              |
| 3    | Tatyana Tomashova    | RUS Rússia         | 4:02.10 | Q               |
| 4    | Maryam Yusuf Jamal   | BRN Bahrein        | 4:02.18 | Q,              |
| 5    | Hellen Onsando Obiri | KEN Quênia         | 4:02.30 | Q               |
| 6    | Natallia Kareiva     | BLR Bielorrússia   | 4:02.37 | q,              |
| 7    | Laura Weightman      | GBR Grã-Bretanha   | 4:02.99 | q,              |
| 8    | Lucia Klocová        | SVK Eslováquia     | 4:02.99 | q,              |
| 9    | Siham Hilali         | MAR Marrocos       | 4:04.79 |                 |
| 10   | Zoe Buckman          | AUS Austrália      | 4:05.03 | Recorde pessoal |
| 11   | Nicole Sifuentes     | CAN Canadá         | 4:06.33 |                 |
| 12   | Jennifer Simpson     | USA Estados Unidos | 4:06.89 |                 |

## Final
| Pos.              | Nome                  | CON                | Tempo   | Notas |
| ----------------- | --------------------- | ------------------ | ------- | ----- |
| Medalha de ouro   | Maryam Yusuf Jamal    | BRN Bahrein        | 4:10.74 |       |
| Medalha de prata  | Abeba Aregawi         | ETH Etiópia        | 4:11.03 |       |
| Medalha de bronze | Shannon Rowbury       | USA Estados Unidos | 4:11.26 |       |
| 4                 | Lucia Klocová         | SVK Eslováquia     | 4:12.64 |       |
| 5                 | Lisa Dobriskey        | GBR Grã-Bretanha   | 4:13.02 |       |
| 6                 | Laura Weightman       | GBR Grã-Bretanha   | 4:15.60 |       |
| 7                 | Hellen Onsando Obiri  | KEN Quênia         | 4:16.57 |       |
| —                 | Morgan Uceny          | USA Estados Unidos | —       | DNF   |
| —                 | Aslı Çakır Alptekin   | TUR Turquia        | 4:10.23 | DSQ   |
| —                 | Gamze Bulut           | TUR Turquia        | 4:10.40 | DSQ   |
| —                 | Tatyana Tomashova     | RUS Rússia         | 4:10.90 | DSQ   |
| —                 | Natallia Kareiva      | BLR Bielorrússia   | 4:11.58 | DSQ   |
| —                 | Ekaterina Kostetskaya | RUS Rússia         | 4:12.90 | DSQ   |

Legenda
| Recorde mundial      | Recorde mundial (World record)               |                       | Recorde africano                      | Recorde africano (African) |                                           | Q | Classificado por posição (Qualified) |
| Recorde olímpico     | Recorde olímpico (Olympic record)            | Recorde da América    | Recorde da América (Americas)         | q                          | Classificado por melhor tempo (Qualified) |   |                                      |
| Melhor marca do ano  | Melhor marca do ano (World leading)          | Recorde asiático      | Recorde asiático (Asian)              | DNS                        | Não largou (Did not start)                |   |                                      |
| Recorde nacional     | Recorde nacional (National record)           | Recorde europeu       | Recorde europeu (European)            | DNF                        | Não terminou (Did not finish)             |   |                                      |
| Recorde pessoal      | Recorde pessoal do atleta (Personal best)    | Recorde da Oceania    | Recorde da Oceania (Oceania)          | DSQ / DQ                   | Desclassificado (Disqualified)            |   |                                      |
| Recorde da temporada | Recorde da temporada do atleta (Season best) | Recorde sul-americano | Recorde sul-americano (South America) | NM                         | Sem marca (No mark)                       |   |                                      |